# William Summer Johnson
William Summer Johnson (24 février 1913 - 19 août 1995) est un chimiste et enseignant américain.

## Biographie
Il obtient son BA, magna cum laude, au Amherst College (1936), son AM et son doctorat à l'Université Harvard (1940).
De 1940 à 1958, Johnson est instructeur puis professeur à l'Université du Wisconsin à Madison. En 1958, il s'installe à l'Université Stanford en Californie où il passe le reste de sa carrière scientifique. Il fait d'importantes recherches sur la production artificielle de stéroïdes et reçoit la National Medal of Science en 1987.
L'oxydation Lemieux-Johnson, dans laquelle une oléfine est convertie en deux fragments d'aldéhyde ou de cétone, porte son nom et celui de Raymond Lemieux.
En 1968, il reçoit la Médaille William-H.-Nichols, en 1987 la Médaille nationale des sciences, en 1989 le Prix Arthur C. Cope et en 1991 le Prix Tetrahedron pour la créativité en chimie organique et chimie biomédicale.